# Башилов Михайло Сергійович
Миха́йло Сергі́йович Баши́лов (18 жовтня 1821 — †1870) — російський художник-ілюстратор.
Закінчив Харківський університет.
В альманасі «Молодик» (1843–1844) опублікував літографічні портрети Г. Квітки-Основ'яненка та І. Котляревського. .
Відомі ілюстрації Башилова до творів: «Лихо з розуму» О.С. Грибоєдова, «Війна і мир» Л.М. Толстого, «Губернські нариси» М.Є. Салтикова-Щедріна. Працював також як живописець і карикатурист.
Шевченко познайомився з Башиловим 1843, ймовірно, в Линовиці. Башилов і Я. Бальмен були ілюстраторами рукописного «Кобзаря» Шевченка (1844); кожний з них виконав по 39 ілюстрацій: заставок, кінцівок і заголовних літер. Башилов, зокрема, ілюстрував «Перебендю», «Катерину», «Тополю», «До Основ'яненка», «Івана Підкову», «Тарасову ніч». На першій сторінці книжки Башилов намалював портрет Шевченка (туш та перо). В 1857 він написав олією картину «Наймичка», а 1858 — «Три покоління» за поемою Шевченка «Наймичка». Його художні твори експонуються в Державному музеї Тараса Шевченка у Києві.
Авторство ілюстрацій М.Башилова та Я.де Бальмена до «Кобзаря» Т.Шевченка вперше було атрибутовано 1924 р. мистецтвознавцями — Володимиром Вайсблатом (Київ) та Павлом Еттінгєром (Москва).